# Честър (лек крайцер, 1907)
Вижте пояснителната страница за други значения на Честър.
Честър (на английски: USS Chester (CL-1)) е крайцер скаут на ВМС на САЩ от времето на Първата световна война. Главен кораб на своя проект.

## История на създаването
„Честър“ е построен в корабостроителницата на Bath Iron Works, Бат, Мейн, спуснат е на вода на 26 юни 1907 г., „кръстен“ е от мис Д. У. Спраул. Влиза в строй на 26 април 1908 г. под командването на командир Х. Б. Уилсън.

## История на службата
Служи като учебен кораб, представлява интересите на САЩ в карибския регион. През 1912 г. съпровожда парахода „Карпатия“, който превозва оцелелите пътници на „Титаник“.
По време на Първата световна война ескортира конвои между Гибралтар и Плимът. През септември 1918 г. безуспешно се опитва да таранира немска подводница. След края на войната служи като транспорт на комисията по разоръжаване, през април 1919 г. отплава от Брест, Франция, към САЩ с ветерани от войната на борда.
На 10 юни 1921 г. е изваден от експлоатация, през 1928 г. е преименуван на „Йорк“, през 1930 г. е продаден за скрап.

## Коментари
1. ↑  Всички данни са приведени към момента на влизането в строй.
2. ↑  Буквите показват принадлежността към определен класː ВВ – линкор, СС, CL, СА – съответно линеен, лек или тежък крайцер, CV – самолетоносач, DD – разрушител, SS – подводница и т.н.